# Justice distributive

Justice distributive.

La justice distributive est, selon Aristote, la « première espèce de la justice particulière qui s'exerce dans la distribution des honneurs ou des richesses ou des autres avantages qui peuvent être répartis entre les membres d'une communauté politique. »
À la différence de la justice commutative qui établit une égalité arithmétique (en grec ancien ἴσον / ison, « égal »), la justice distributive repose sur l’égalité proportionnelle — ou égalité géométrique — (en grec ἀνάλογον, / analogon, « proportionnel »). Elle distribue selon le mérite, faisant cas des inégalités entre les personnes. Si A est à B dans la proportion de 2 à 1, dans une juste répartition les choses C ou D données à A ou à B seront dans la même proportion l’une par rapport à l’autre. Aux personnes inégales, des parts inégales. L'on retrouve la cristallisation de cette conception dans une formulation bien connue, d’abord évoquée par Platon dans La République, puis perpétuée par l'adage du jurisconsulte romain Ulpien : suum cuique tribuere, « rendre à chacun son dû ».
La mesure du mérite est fonction des régimes politiques et donc des valeurs auxquelles ils sont attachés. Saint Thomas attribue la vertu à l’aristocratie, la richesse à l’oligarchie, la liberté à la démocratie, sans exhaustivité. Les droits, obligations, charges et avantages, sont répartis dans le respect des critères de mérite. Dans l’Antiquité, à chacun son rang, ses mérites, ses besoins et ses actions.
Aujourd’hui, la justice distributive désigne couramment la notion de justice sociale qui a pour but de réduire les inégalités matérielles. 
La notion de justice distributive renvoie également au principe d’égalité mathématique. Laquelle est libre de toutes les ambiguïtés relatives à la subjectivité inhérente aux partages des honneurs ou des richesses selon le précepte antique « à chacun son dû ». Elle exprime, comme une équation, l’idée que pour des individus distincts aux volontés ou aux besoins différents, auquel chaque volonté ou besoin sont définis comme unique, ces dernières sont comprises comme égales entre elles. Ce principe illustre l’idée de justice et d’égalité selon le principe : à chacun selon ses besoins.

L’exemple de référence est le suivant : 

« Les personnes A, B, C sont dans un restaurant. Chaque personne peut choisir un ou plusieurs plats pour un montant déterminé qui est le même pour tous. Si A, B et C ne choisissent pas les mêmes plats, ils seront égaux par le fait qu'ils payeront chacun la même somme. »

Cet exemple met en perspective l’évidente concordance qui existe entre la justice distributive et la justice commutative à travers l’adage romain : « inequalibus aequalia addas, omnia erunt inaequalia »